# Salix herbacea
El sauce enano (Salix herbacea) es la especie más común de un grupo de sauces miniaturas de la familia botánica de las Salicaceae. 

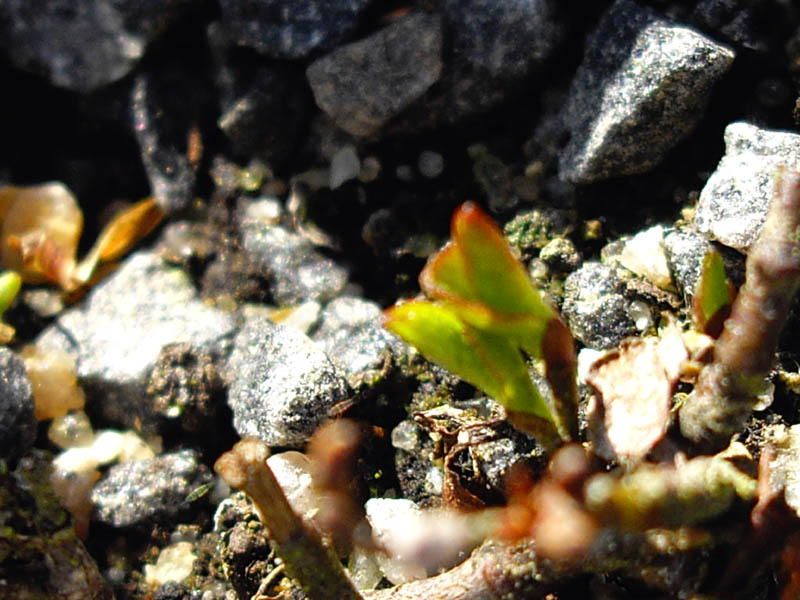
En su hábitat

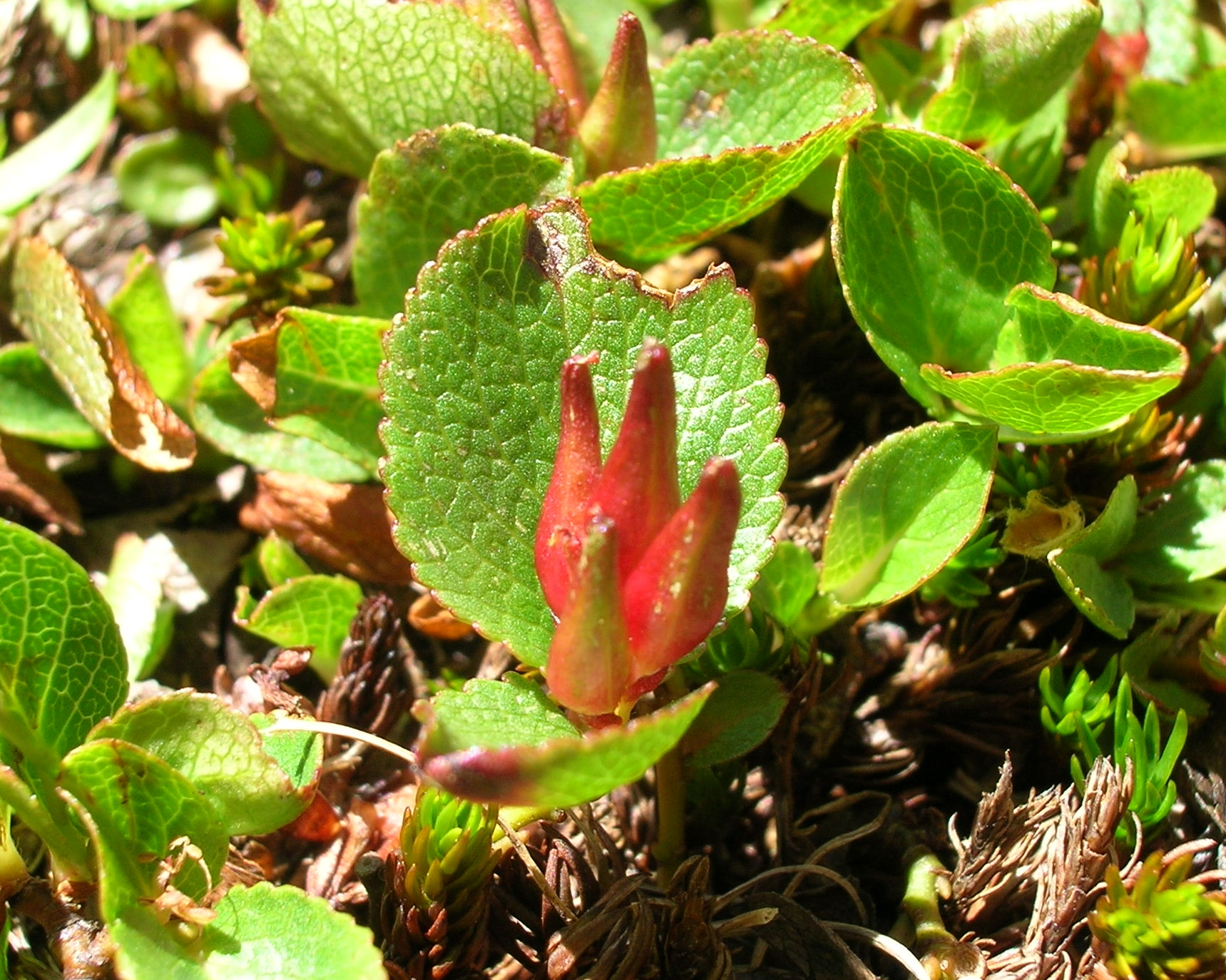
Frutos

## Distribución y hábitat
Es una especie arbustiva de sauce, de tamaño muy pequeño. Está adaptado a sobrevivir en ambientes ártico y subártico, y tiene una amplia distribución a ambos lados del  Atlántico Norte, en el noroeste ártico de Asia, norte de Europa, Groenlandia,  este de Canadá, más al sur en la alta montaña del sur de los Pirineos,  Alpes,  Rila en Europa;  norte de los Apalaches en Nueva York.  Crece en la tundra y en  turbales, usualmente a más de 1.500 m s. n. m.

## Descripción
Típicamente crece solo 1-6 cm de altura, con hojas redondeadas, brillantes, anchas, de 1-2 cm de largo. Como el resto de los sauces, es dioico,  con las flores masculinas y femeninas en diferentes plantas;  resultando en variación en la apariencia; la hembra es rojiza, el macho amarillo.

## Taxonomía
Salix herbacea fue descrita por Carlos Linneo y publicado en Species Plantarum 2: 1018. 1753.
Etimología
Salix: nombre genérico latino para el sauce, sus ramas y madera.
herbacea: epíteto latíno que significa "como hierba"
Sinonimia
- Ripselaxis herbacea Raf.
- Salix herbacea f. herbacea
- Salix onychiophylla Andersson ex Nyman
- Salix pumila Salisb.[4]